# De Korenbloem (Ospel)
De Korenbloem is een korenmolen, gelegen aan de Korenbloemstraat in Ospel in de Nederlandse gemeente Nederweert. De molen dateert uit 1870 en stond op een plek waar eerder nog geen molen had gestaan. De Korenbloem leed in de Tweede Wereldoorlog geringe schade en was tot 1948 in bedrijf. In 1972 kocht de gemeente de in 1970 onttakelde molen. In 1988 werd door de burgemeester aangekondigd dat de Korenbloem gerestaureerd zou worden. Twee jaar later was de restauratie voltooid. In de molen bevinden zich twee koppels stenen, waarmee op vrijwillige basis graan wordt gemalen.
De Korenbloem is op de 2e, 3e, 4e zaterdag van de maand van 10-16 uur te bezoeken.